# Cercospora microlaenae
Cercospora microlaenae är en svampart som beskrevs av McKenzie & Latch 1984. Cercospora microlaenae ingår i släktet Cercospora och familjen Mycosphaerellaceae.   Inga underarter finns listade i Catalogue of Life.